# Luke Kirby (acteur)
Pour les articles homonymes, voir Kirby.
Luke Kirby, né le 29 juin 1978 à Hamilton (Canada), est un acteur canado-américain.
Il reçoit le Primetime Emmy Award du meilleur acteur invité dans une série télévisée comique en 2019 pour son interprétation de Lenny Bruce dans la série La Fabuleuse Madame Maisel.

## Biographie
Luke Farrell Kirby est né le 29 juin 1978 à Hamilton, dans l'Ontario.
Il a étudié à l'École nationale de théâtre du Canada et en sort diplômé en 2000.

### Vie privée
Il est marié à Andrea Sarubbi depuis 2016.

## Filmographie

### Cinéma

#### Longs métrages
- 2001 : Rebelles (Lost and Delirious) de Léa Pool : Jake Hollander
- 2002 : Halloween : Resurrection de Rick Rosenthal : Jim Morgan
- 2003 : Mambo Italiano d'Émile Gaudreault : Angelo Barberini
- 2003 : Le Mystificateur (Shattered Glass) de Billy Ray : Rob Gruen
- 2003 : Luck de Peter Wellington : Shane Bradley
- 2004 : Window Theory d'Andrew Putschoegl : Brad
- 2005 : Un parcours de légende (The Greatest Game Ever Played) de Bill Paxton : Frank Hoyt
- 2007 : The Stone Angel de Kari Skogland : Leo
- 2007 : All Hat de Leonard Farlinger (en) : Ray Dokes
- 2011 : Take This Waltz de Sarah Polley : Daniel
- 2012 : The Samaritan de David Weaver : Ethan
- 2013 : Empire of Dirt de Peter Stebbings : Russell
- 2015 : Touched with Fire de Paul Dalio (en) : Marco
- 2017 : Mes vies de chien (A Dog's Purpose) de Lasse Hallström : Jim Montgomery
- 2017 : Another Kind of Wedding de Pat Kiely : Misha
- 2018 : Little Woods de Nia DaCosta : Bill
- 2019 : Glass de M. Night Shyamalan : Pierce
- 2020 : Percy de Clark Johnson : Peter Schmeiser
- 2021 : Inside Ted : Dans la tête du serial killer (No Man of God) d'Amber Sealey : Ted Bundy
- 2022 : The Independent d'Amy Rice : Lucas Nicoll
- 2023 : L'Étrangleur de Boston (Boston Strangler) de Matt Ruskin : F. Lee Bailey
- 2023 : Dark Harvest de David Slade : Officier Jerry Ricks
- 2024 : Le Silence de Mélodie (Out of My Mind) d'Amber Sealey : Chuck Brooks

#### Courts métrages
- 2004 : The Human Kazoo de Fab Filippo : Zacharia
- 2013 : The Boston Post de Katelyn Peer : Sam
- 2014 : True Man de Matt Lancaster : Un client
- 2015 : Sure Thing de Deborah Reinisch : Bill

### Télévision

#### Séries télévisées
- 2003 - 2005 : Slings and Arrows : Jack Crew
- 2004 : Sex Traffic : Callum Tate
- 2005 : The Eleventh Hour : Josh Casey
- 2005 : It's Me Gerald : Dr Dan
- 2007 : Tell Me You Love Me : Hugo
- 2009 : Flashpoint : Evan Hewson
- 2009 : New York, police judiciaire (Law and Order) : Bobby Amato (saison 19, épisode 22)
- 2009 : New York, section criminelle (Law and Order: Criminal Intent) : Andre Haslum (saison 8, épisode 7)
- 2009 - 2010 : Crash & Burn : Jimmy Burn
- 2012 : Elementary : Aaron Ward
- 2012 / 2014 : Republic of Doyle : Clyde Cowley
- 2012 : New York, unité spéciale (Law and Order: Special Victims Unit) : Braydon Leddy (saison 14, épisode 7)
- 2013 : Person of Interest : Chris Beckner
- 2013 : Blue Bloods : Détective Wolf Landsman
- 2013 - 2016 : Rectify : Jon Stern
- 2015 : Show Me a Hero : Edwin E. McAmis
- 2015 : The Astronaut Wives Club : Max Kaplan
- 2015 : The Good Wife : Harry McGrath
- 2017 : The Good Fight : Harry McGrath
- 2017 : Bull : Harry Kemp
- 2017 - 2023 : La Fabuleuse Madame Maisel (The Marvelous Mrs Maisel) : Lenny Bruce
- 2018 : Blindspot : Christophe Bruyere, alias Junior
- 2018 : Sorry for Your Loss : Tripp
- 2018 - 2019 : The Deuce : Gene Goldman
- 2018 : New York, unité spéciale : Andrew Liebowitz (saison 20, épisode 8)
- 2019 : The Twilight Zone : La Quatrième Dimension (The Twilight Zone) : Dylan
- 2019 : Les Chroniques de San Francisco (Tales of the City) : Tommy Nelson
- 2020 : Her Voice : Jeremy
- 2021 - 2022 : Gossip Girl : Davis Calloway
- 2022 : Florida Murders ( Panhandle ) : Bell Prescott
- 2023 : Ces liens qui nous unissent (The Company You Keep) : Jones Malone
- 2023 : Dr Death : Dr Nathan Gamelli
- 2025 : Étoile : Jack McMillan

#### Téléfilms
- 2001 : Haven de John Gray : David Weinzweig
- 2009 : En cloque mais pas trop (Labor Pains) de Lara Shapiro : Nick Steinwald